# Semproniano
Semproniano ist eine Gemeinde mit 978 Einwohnern (Stand 31. Dezember 2023) in der Provinz Grosseto, Region Toskana in Italien.

## Geografie

Lage von Semproniano in der Provinz Grosseto

Die Gemeinde erstreckt sich über rund 81 km². Sie liegt in der südlichen Toskana (in der oberen Maremma) etwa 40 km östlich von Grosseto, 120 km südlich von Florenz und 120 km nördlich von Rom zwischen dem Monte Amiata und Saturnia (Gemeinde Manciano). Das Gemeindegebiet ist überwiegend hügelig oder bergig und von kleinen Tälern zwischen den Oberläufen der Flüsse Albegna (7 km im Gemeindegebiet) und Fiora durchzogen. Der Ort liegt in der klimatischen Einordnung italienischer Gemeinden in der Zone E, 2 357 GG und ist Teil der Comunità montana Unione dei Comuni Montani Amiata Grossetana.
Semproniano ist von großen Höhenunterschieden geprägt. So liegt der Ortsteil Rocchette di Fazio bei 470 m NN, der Ortsteil Petricci dagegen bei 881 m. Der Hauptort liegt bei 662 m. Zu den weiteren Ortsteilen zählen Catabbio (504 m) und Cellena (691 m). Ein kleiner Teil der Gemeinde gehört zum Weinbaugebiet des Morellino di Scansano.
Die Nachbargemeinden sind Castell’Azzara, Manciano, Roccalbegna, Santa Fiora und Sorano.

## Geschichte

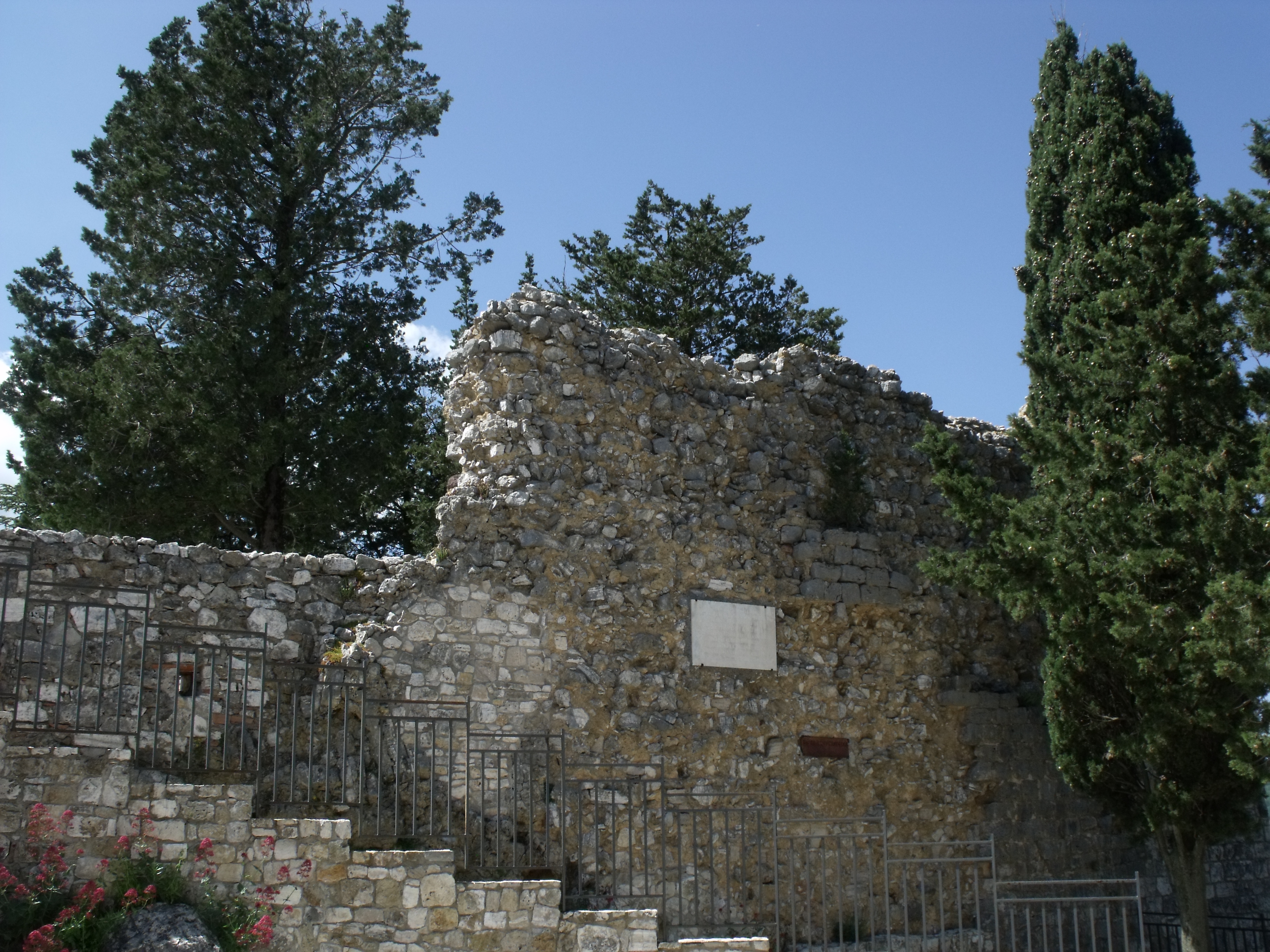
Die Ruinen der Rocca Aldobrandesca im Ortskern

Verschiedene Autoren leiten den Ortsnamen Semproniano vom römischen Volkstribun Tiberius Sempronius Gracchus dem Älteren ab, der nach Livius (Liv. XXXIX, 55) im Jahre 183 vor Chr. eine römische Kolonie im 8 km entfernten Saturnia gegründet hat. Semproniano ist demnach wohl ebenfalls eine frühe römische Kolonie. Erstmals erwähnt wurde der Ort im Juni 849 als casale Simpronianu. Um das Jahr 1000 wurden Semproniano und Rocchette di Fazio als Besitz der Familie Aldobrandeschi betrachtet. 1241 wurde der Ort von Friedrich II. belagert und eingenommen und fiel zehn Jahre später an Orvieto, kehrte aber kurz darauf zu den Aldobrandeschi zurück, so dass er bei der Teilung des Familienzweige der Aldobrandeschi dem aus Santa Fiora zufiel. 1331 wurde der Ort von Guidoriccio da Fogliano für Siena erobert, blieb aber unter der Kontrolle der Grafschaft Santa Fiora. Ab der Mitte des 14. Jahrhunderts wurde Semproniano von der Republik Siena unterworfen, die 1455 den Abriss des Castello anordneten. Bis zur Niederlage der Seneser Republik 1555 gegen die Republik Florenz blieb der Ort unter der Herrschaft von Siena. Danach fiel der Ort 1559 nach dem Frieden von Cateau-Cambrésis ebenfalls (wie Siena) dem Herzogtum Toskana zu. Ab 1766 gehörte Semproniano zu Manciano, dann von 1783 bis zum 29. Januar 1963 war Semproniano ein Ortsteil der Gemeinde Roccalbegna, danach wurde der Ort eine selbständige Gemeinde.

## Wirtschaft
Semproniano lebte bis in die 2. Hälfte des 20. Jahrhunderts überwiegend von der Land- und Forstwirtschaft sowie vom Bergbau (Quecksilber). Schafzucht und Olivenanbau sind auch zu Beginn des 21. Jahrhunderts immer noch vertreten, besonders die Schafzucht verliert aber immer mehr an Bedeutung. Das Handwerk spielt eine wichtige Rolle. Die Abgeschiedenheit des Ortes sowie der Mangel an attraktiven Arbeitsplätzen zwingt aber viele junge Einheimische zur Abwanderung in die entfernten Großstädte. In den letzten Jahren hat sich der Tourismus als Wirtschaftszweig stark entwickelt. Insbesondere die Nähe zu den Thermalquellen von Saturnia (Gemeinde Manciano) sorgt für eine hohe Attraktivität.

## Sehenswürdigkeiten

Ortsteil Rocchette di Fazio

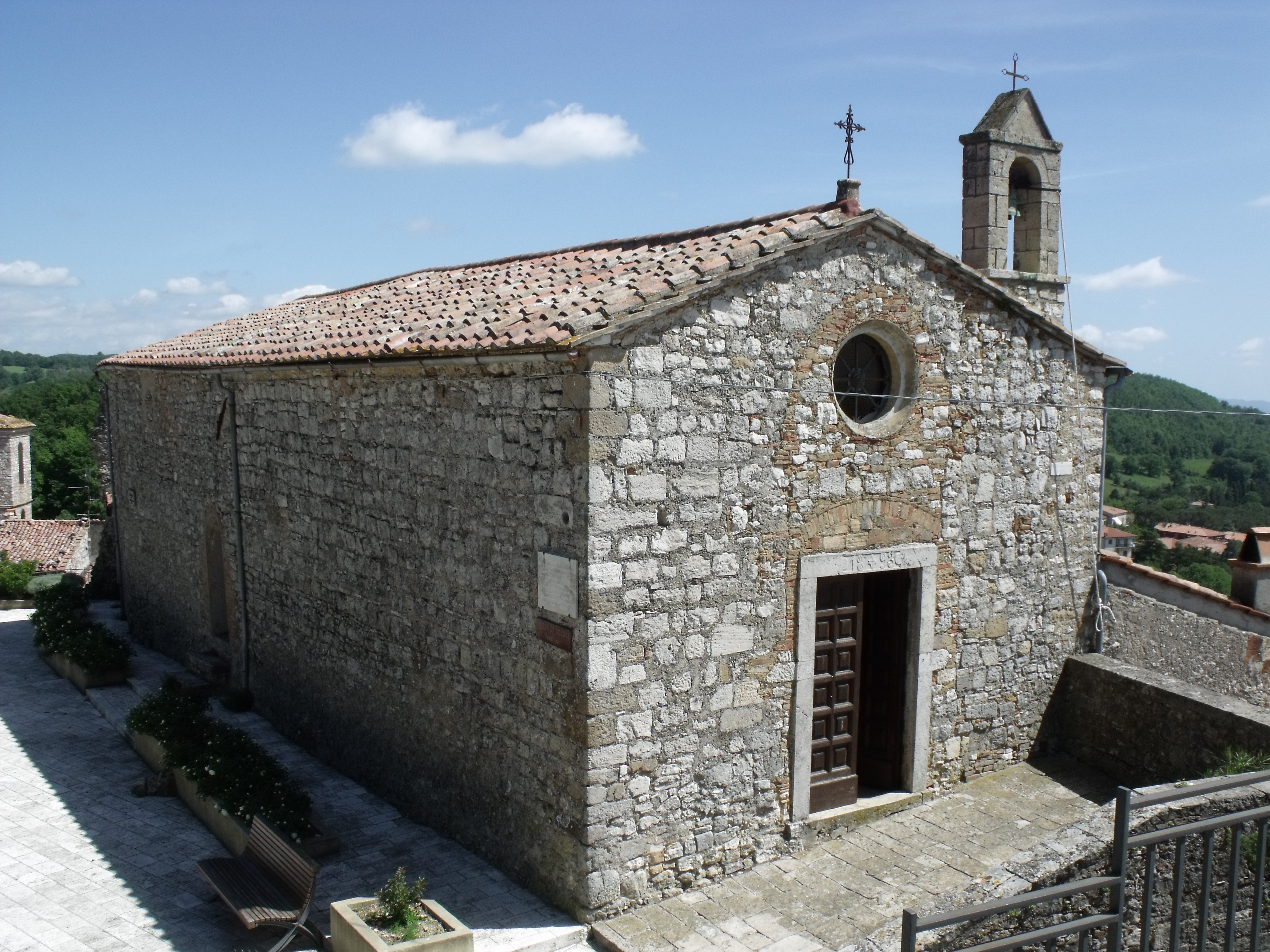
Die Kirche Chiesa di Santa Croce nahe der Rocca im Ortskern von Semproniano

- Chiesa di Santa Croce, Kirche aus dem 12. Jahrhundert im Ortskern nahe der Burgruine, 1856 und 1957 restauriert.
- Rocca aldobrandesca, Burg der Aldobrandeschi aus dem 9. Jahrhundert im Ortskern.
- Pieve dei Santi Vincenzo e Anastasio, Pieve im Ortskern, die bereits 1277 dokumentiert wurde.
- Oratorio di San Rocco, Oratorium kurz außerhalb des Ortskerns aus dem 15. Jahrhundert. Wurde 1926 zur Gedenkstätte Monumento ai caduti umgewandelt.
- Chiesa della Madonna della Grazie, Kirche aus dem 16. Jahrhundert südlich von Semproniano.
- Castello di Rocchette di Fazio, Burg der Aldobrandeschi aus dem 12. Jahrhundert, heute als Ruine zu besichtigen.
- Chiesa di Santa Maria della Consolazione, Hauptkirche im Ortsteil Rocchette di Fazio, seit 1884 Parochialkirche.
- Pieve di Santa Cristina, bis 1884 Parochialkirche von Rocchette di Fazio unterhalb des Castello, entstand im 13. Jahrhundert. Ab dem Ende des 19. Jahrhunderts leerstehend.
- Ospedaletto di San Tommé (San Tommaso), Gebäude aus dem 14. Jahrhundert im Ortsteil Rocchette di Fazio.
- Palazzo Pretorio, Regierungspalast aus dem 13. Jahrhundert im Ortsteil Rocchette di Fazio.
- Pieve di Santa Lucia, Pieve im Ortsteil Catabbio, entstand im 14. Jahrhundert.
- Chiesa della Ss. Annunziata, Kirche im Ortsteil Cellena aus dem 20. Jahrhundert.